# 최성민 (희극인)
최성민(崔聖珉, 1982년 4월 6일 ~ )은 대한민국의 희극인이다. 대전 출신인 그는 2001년 연극 배우로 첫 데뷔하였고 2005년 SBS 8기 공채 개그맨으로 데뷔하였으며, 가족 관계로는 아내와 1남 2녀가 있다.

## 학력
- 충남기계공업고등학교 졸업
- 나주대학 졸업

## 방송
- 《웃찾사 시즌 1》 (SBS)
  - <퀴즈야 놀자> 제비 역
  - <파티타임> 할아버지 역
- 《개그 1》 (SBS)
- 《코미디빅리그》 (tvN)
  - <개깐죽> 오빠 역
  - <개그가 아니야>
  - <캐스팅> 감독 역
  - <깽스맨> 두목 역
  - <여자사람친구> 직원 / 불량배1 역
  - <왕자의 게임> 왕 역
  - <Love is 뭔들> 주인공 친구 역
  - <진호를 위하여> 환자 역
  - <으랏차차! 대한민국> 진행
  - <컴funny> 회장 역
  - <연기는 연기다> 선배 배우 역
  - <가족오락가락관> 진행
  - <선수는 선수다> 코치 역
  - <산적은 산적이다> 산적 역
  - <리얼 극장 선택> → <리얼극장 초이스>→<랜선극장 초이스> 진행
  - <캐스팅2020> 감독 역
- 《토요일 톡리그》 (tvN)
- 《켠김에 왕까지》 (온게임넷)
- 《한판만 시즌 3》 (온게임넷)
- 《황금어장 라디오스타》 (MBC)
- 《정글의 법칙》 (SBS)
- 《아는형님》 (JTBC)

## 드라마
- 《슬기로운 의사생활》 (tvN) (3화 마라톤장내 아나운서 역) (목소리 특별출연)

## 유행어

### SBS《웃찾사》
- "그냥 비라고 불러주세요" , "이게 뭐야 이게!" -<퀴즈야 놀자>

### tvN《코미디빅리그》
- "자!", "나 이런 캐스팅 안해!" - <캐스팅>
- "나 이 조직 안해!" - <깽스맨>
- "이 나라를 어찌하면 좋단 말이냐?", "나 왕 안해!" - <왕자의 게임>
- "아이고 죄송합니다..", "미안함다~(웃음)" - <진호를 위하여>
- "나 너무 이상벽이야~!" - <으랏차차 대한민국>
- 공통: "뭐해 뭐해", "하지마 하지마"

## 수상
- 2006년 SBS 코미디대상 남자신인상
- 2005년 SBS 개그콘테스트 동상
- 2001년 제1회 SM 청소년선발대회 개그대상

## 가족 관계
- 어머니: 김기섭 (고인)
- 배우자: 반수민
  - 장녀: 최하진 (2012년 ~ )
  - 장남: 최하율 (2016년생 1월 25일 ~ )
  - 차녀: 최하이 (2019년 7월 20일 ~ )
- 동생: 최성환